# Leo Cannaerts
Leo Cannaerts (Heist-op-den-Berg, 8 januari 1947) is een voormalig Belgisch politicus voor de CVP / CD&V.

## Levensloop
Hij doorliep zijn secundair onderwijs aan het Heilig Hartcollege van Tervuren. Vervolgens studeerde hij toegepaste economische wetenschappen aan de Katholieke Universiteit Leuven, alwaar hij in 1969 afstudeerde. 
Hierop aansluitend ging hij aan de slag als financieel medewerker bij Van Hool tot mei 1972. In 1970 richtte hij als accountant zijn zelfstandig boekhoudkantoor op. Tevens was hij in de jaren 1980 lid van het directiecomité van de Gewestelijke Ontwikkelingsmaatschappij (GOM) Antwerpen en van 2002 tot 2009 voorzitter van Syntra Antwerpen en Vlaams-Brabant. Ook werd hij ondervoorzitter van UNIZO regio Antwerpen-Mechelen.
Hij werd politiek actief voor de CVP in de aanloop naar de provincieraadsverkiezingen van 1985 en verkozen tot Antwerps provincieraadslid, een mandaat dat hij uitoefende tot 1991. Tevens werd hij voor deze partij in 1988 verkozen tot gemeenteraadslid van Heist-op-den-Berg, waar hij van 1989-1995 en 2001-2004 OCMW-voorzitter was en van 2006 tot 2010 'schepen van financiën, lokale economie, personeel, informatica en begroting'. Hij werd opgevolgd als schepen door partijgenoot Hans Welters. Hij bleef nog gemeenteraadslid van Heist-op-den-Berg tot in 2012.
Van 1994 tot 1995 zetelde hij als provinciaal senator voor de provincie Antwerpen in de Belgische Senaat. Bij de eerste rechtstreekse verkiezingen voor het Vlaams Parlement van 21 mei 1995 werd hij verkozen in de kieskring Mechelen-Turnhout. Hij bleef Vlaams parlementslid tot juni 1999.
In de periode 2007 tot 2013 cumuleerde hij 3 à 14 mandaten, waarvan 3 à 7 bezoldigd.